# کوزمیتسه (ناحیه بنشوف)
کوزمیتسه (به چکی: Kozmice) یک منطقهٔ مسکونی در جمهوری چک است که در ناحیه بنشوو واقع شده‌است.